# Hiorada bilineata
Hiorada bilineata är en stekelart som beskrevs av Cameron 1902. Hiorada bilineata ingår i släktet Hiorada och familjen brokparasitsteklar. Inga underarter finns listade i Catalogue of Life.